# Liste der Monuments historiques in Cuchery
Die Liste der Monuments historiques in Cuchery führt die Monuments historiques in der französischen Gemeinde Cuchery auf.

## Liste der Immobilien
| Bezeichnung       | Beschreibung           | Standort          | Kennzeichnung | Schutzstatus | Datum | Bild           |
| ----------------- | ---------------------- | ----------------- | ------------- | ------------ | ----- | -------------- |
| Kirche St-Maurice | ab dem 12. Jahrhundert | Grande-Rue (Lage) | PA00078687    | Classé       | 1930  | weitere Bilder |

## Liste der Objekte
| Bezeichnung                 | Beschreibung | Standort                        | Kennzeichnung | Schutzstatus    | Datum  | Bild |
| --------------------------- | --- | ------------------------------- | ------------- | --------------- | ------ | ---- |
| Skulptur Heiliger Remigius  | Holz, 17. oder 18. Jahrhundert                                                                                                | in der Kirche St-Maurice (Lage) | PM51002836    | Inscrit         | 1978   |      |
| Linker Seitenaltar          | Altartisch und Retabel; Holz, farbig gefasst, 18. oder 19. Jahrhundert                                                        | in der Kirche St-Maurice (Lage) | PM51002833    | Inscrit         | 1978   |      |
| Kruzifix                    | Holz, farbig gefasst, 16. Jahrhundert                                                                                         | in der Kirche St-Maurice (Lage) | PM51002835    | Inscrit         | 1978   |      |
| Skulptur Heiliger Sebastian | Stein, 16. Jahrhundert | in der Kirche St-Maurice (Lage) | PM51000346    | Classé          | 1908   |      |
| Skulptur Madonna mit Kind   | Holz, farbig gefasst, 18. Jahrhundert                                                                                         | in der Kirche St-Maurice (Lage) | PM51002832    | Inscrit         | 1978   |      |
| Kirchenfenster              | dargestellt das Leben des heiligen Nikolaus und eine Madonna; aus dem 16. Jahrhundert, während des Ersten Weltkriegs zerstört | in der Kirche St-Maurice (Lage) | PM51001498    | Classé gelöscht | ? 1942 |      |
| Skulptur Heiliger Mauritius | Kalkstein, farbig gefasst und vergoldet, um 1800                                                                              | in der Kirche St-Maurice (Lage) | PM51002834    | Inscrit         | 1978   |      |